# 莊景星
莊景星（1958年10月08日—），中華民國政治人物、屏東縣來義鄉第18、19屆鄉長。

## 生平
莊景星出生於屏東縣，先後畢業於望嘉國小，來義國中，空軍機械學校常士班79期 ，空軍防空學校軍官班42期，陸軍飛彈砲兵學校正規班72期，行政院人力管理訓練班結業，三軍大學空軍指參學院正規班83年班，三軍大學空軍指參學院研究班89年班，國防大學戰爭學院97年班，於空軍服役多年，2009年自軍中上校階級退役。
曾任來義鄉義消分隊顧問，黃國屏黨部潮州區黨部委員，國立潮州高級中學家長委員會常委，天主教來義鄉傳協會弟兄會總會長，來義鄉民代表會第19第20届代表。
莊景星於2018年11月24日地方公職人員選舉投票開票日獲得2374票未當選， 以97票之差敗選對手竇望義，但莊掌握證據提起當選無效之訴，經法院判決成功將竇拉下鄉長寶座，莊隨即投入補選，竇則找來小舅子周維屏加入補選選戰，莊景星於2020年中華民國鄉鎮市區長補選以2070票順利上位勝出，當選來義鄉鄉長，於2022年再次參選以3188票獲得過半選民的支持高票當選，成功連任來義鄉鄉長。

## 選舉紀錄
| 年度 | 選舉屆數                                       | 選舉區       | 所屬政黨 | 得票數 | 得票率 | 當選標記 | 備註 |
| ---- | ---------------------------------------------- | ------------ | -------- | ------ | ------ | -------- | ---- |
| 2022 | 2022年中華民國鄉鎮市區長選舉選舉區投票結果列表 | 屏東縣來義鄉 | 無黨籍   | 3,188  | 65.73% |          |      |
| 2020 | 2020年中華民國鄉鎮市區長補選                   | 屏東縣來義鄉 | 無黨籍   | 2,070  | 51.83% |          |      |
| 2018 | 2018年中華民國鄉鎮市區長選舉選舉區投票結果列表 | 屏東縣來義鄉 | 無黨籍   | 2,374  | 49.00% |          |      |

## 外部連結
莊景星的Facebook專頁